# Семья чёрной мафии (телесериал)
«Семья чёрной мафии» (англ. BMF) — американский драматический телесериал, созданный Рэнди Хаггинсом и транслируемый на телеканале Starz с 26 сентября 2021 года. Сериал основан на истории реального мафиозного синдиката — «Семьи чёрной мафии», которая занималась отмыванием денежных средств и наркоторговлей.
После премьеры сериал был продлён на 2 сезон, премьера которого состоялась 6 января 2023 года. В том же месяце сериал продлили на 3 сезон, который вышел в эфир 1 марта 2024 года. 29 февраля 2024 года, в преддверии премьеры 3 сезона, сериал был официально продлён на 4 сезон.

## Сюжет
Сюжет сериала основан на истории двух братьев, которые, в конце 1980-х годов, поднялись с захудалых улиц юго-западного Детройта и основали одну из самых влиятельных преступных семей в истории США. С помощью своего видения бизнеса в лице наркоторговли и отмывания денег и непоколебимой преданности своей семье братья стремительно заняли высокие позиции в обществе и в криминальном мире всей страны.

## В ролях

### Главные
- Деметриус Фленори-младший — Деметриус Биг «Мич» Фленори, наркобарон, сын Чарльза и Люсиль и старший брат Терри и Николь.
- Да’Винчи — Терри «Юго-западный Т» Фленори, наркобарон, сын Чарльза и Люсиль, младший брат Мича и старший брат Николь.
- Расселл Хорнсби — Чарльз Фленори, отец Мича, Терри и Николь и муж Люсиль.
- Миколь Уайт — Люсиль Фленори, мать Мича, Терри и Николь и жена Чарльза.
- Эрик Кофи-Абрефа — Ламар Сайлас, наркобарон и главный соперник и враг Мича.
- Аджиона Алексус — Кэтрин «Като» Эдер, преступница и соучастница Мича и Терри.
- Майлс Труитт — Би-Микки, преступник, лучший друг детства Мича и Терри и их соучастник.
- Стив Харрис — Вон Брайант, детектив полиции, который открывает охоту на Мича и Терри.
- Ла Ла Энтони — Маркейша Тейлор, новая возлюбленная Терри.
- Келли Ху — Вероника Цзинь, детектив полиции и новая напарница детектива Брайанта.

### Второстепенные
- Лайла Прюитт — Николь Фленори, дочь Чарльза и Люсиль и младшая сестра Терри и Мича.
- Аркейша Найт — Моника, бывшая жена Ламара и биологическая мать ребёнка Мича.
- Вуд Харрис — Пэт, наркодилер и бывший поставщик товара для Мича и Терри.
- Серайя — Лори Уокер, девушка Мича и мать его сына и дочери.
- Келвин Бродус-младший — Пастор Свифт, церковнослужитель и пастор местной церкви.
- Майлс Буллок — Слик, член преступной группировки «12-я улица» и лучший друг Ламара.
- Шон Майкл Глория — Джонатан Лопес, детектив полиции и бывший напарник Брайанта, который был убит Като.
- Джерел Олстон — Кевин Брайант, сын детектива Брайанта.
- Майкл Меррилл — Тай Вашингтон, бывший напарник Мича, чуть позже оказывается убит.

## Сезоны
| Сезон | Серии | Серии | Даты показа      | Даты показа     |
| Сезон | Серии | Серии | Первая серия     | Последняя серия |
| ----- | ----- | ----- | ---------------- | --------------- |
| 1     | 8     | 8     | 26 сентября 2021 | 21 ноября 2021  |
| 2     | 10    | 10    | 6 января 2023    | 17 марта 2023   |
| 3     | 10    | 10    | 1 марта 2024     | 10 мая 2024     |
| 4     | 10    | 10    | 6 июня 2025      | 2025            |

## Эпизоды

### Сезон 1(2021)
| № общий | № в сезоне | Название                                                      | Режиссёр           | Автор сценария                 | Дата премьеры    | Зрители в США (млн) |
| ------- | ---------- | ------------------------------------------------------------- | ------------------ | ------------------------------ | ---------------- | ------------------- |
| 1       | 1          | «Посмотри… Прикоснись… Получи…» «See It… Touch It… Obtain It» | Таша Смит          | Рэнди Хаггинс                  | 26 сентября 2021 | 0.369               |
| 2       | 2          | «Слухи» «Rumors»                                              | Таша Смит          | Терри Копп                     | 3 октября 2021   | 0.386               |
| 3       | 3          | «Любите всех, доверяйте немногим» «Love All, Trust Few»       | Солван "Слик" Наим | Фрэнк Рензулли, Рэнди Хаггинс  | 10 октября 2021  | 0.368               |
| 4       | 4          | «Герои» «Heroes»                                              | Солван "Слик" Наим | Патрик Мосс                    | 17 октября 2021  | 0.303               |
| 5       | 5          | «Секреты и ложь» «Secrets and Lies»                           | Солван "Слик" Наим | Керклэнд Моррис, Терри Копп    | 24 октября 2021  | 0.306               |
| 6       | 6          | «Строго деловой» «Strictly Business»                          | Эйф Ривера         | Рэнди Хаггинс, Керклэнд Моррис | 31 октября 2021  | 0.446               |
| 7       | 7          | «Все в семье» «All In the Family»                             | Кёртис Джексон     | Терри Копп                     | 7 ноября 2021    | 0.350               |
| 8       | 8          | «Король Детройта» «The King of Detroit»                       | Таша Смит          | Рэнди Хаггинс                  | 21 ноября 2021   | 0.503               |

### Сезон 2(2023)
| № общий | № в сезоне | Название                                            | Режиссёр           | Автор сценария                       | Дата премьеры   | Зрители в США (млн) |
| ------- | ---------- | --------------------------------------------------- | ------------------ | ------------------------------------ | --------------- | ------------------- |
| 9       | 1          | «Семейный ужин» «Family Dinner»                     | Солван "Слик" Наим | Рэнди Хаггинс                        | 6 января 2023   | 0.170               |
| 10      | 2          | «Семейный бизнес» «Family Business»                 | Солван "Слик" Наим | Хезер Зульке                         | 13 января 2023  | 0.210               |
| 11      | 3          | «Ночь дьявола» «Devil's Night»                      | Дженис Кук         | Майк Ле                              | 20 января 2023  | TBA                 |
| 12      | 4          | «Беги на Е» «Runnin' on E»                          | Дженис Кук         | Патрик Мосс                          | 27 января 2023  | TBA                 |
| 13      | 5          | «Момент истины» «Moment of Truth»                   | Эйф Ривера         | Джефф Дикс                           | 3 февраля 2023  | TBA                 |
| 14      | 6          | «Возвращение домой» «Homecoming»                    | Эйф Ривера         | Керклэнд Моррис                      | 17 февраля 2023 | TBA                 |
| 15      | 7          | «По обе стороны баррикад» «Both Sides of the Fence» | Кристл Роберсон    | Гарен Томас                          | 24 февраля 2023 | 0.239               |
| 16      | 8          | «Доведи это до предела» «Push It to the Limit»      | Кристл Роберсон    | Роуз МакАлис                         | 3 марта 2023    | 0.175               |
| 17      | 9          | «Государственная измена» «High Treason»             | Тимоти А. Бёртон   | Хезер Зульке, Шаквайла Мимз          | 10 марта 2023   | 0.263               |
| 18      | 10         | «Новые начинания» «New Beginnings»                  | Эйф Ривера         | Рэнди Хаггинс, Джазмен Дарнелл Браун | 17 марта 2023   | 0.319               |

### Сезон 3(2024)
| № общий | № в сезоне | Название                                                     | Режиссёр         | Автор сценария              | Дата премьеры  | Зрители в США (млн) |
| ------- | ---------- | ------------------------------------------------------------ | ---------------- | --------------------------- | -------------- | ------------------- |
| 19      | 1          | «Детройт против всех» «Detroit vs Everybody»                 | Тимоти А. Бёртон | Хезер Зульке                | 1 марта 2024   | 0.250               |
| 20      | 2          | «Создатели магии» «Magic Makers»                             | Рубен Гарсия     | Керклэнд Моррис             | 8 марта 2024   | 0.214               |
| 21      | 3          | «Святилище» «Sanctuary»                                      | Сьерра Глод      | Джазмен Дарнелл Браун       | 15 марта 2024  | 0.262               |
| 22      | 4          | «Возвращение блудного сына» «The Return of the Prodigal Son» | Принцесс Моника  | Роуз МакАлис                | 22 марта 2024  | 0.337               |
| 23      | 5          | «Битва при Теквуде» «The Battle of Techwood»                 | Антон Кроппер    | Майк Ле                     | 29 марта 2024  | 0.220               |
| 24      | 6          | «Жертвы войны» «Casualties of War»                           | Радиум Чун       | Гарен Томас                 | 5 апреля 2024  | 0.186               |
| 25      | 7          | «Отвези их домой» «Get 'Em Home»                             | Расселл Хорнсби  | Джефф Дикс                  | 12 апреля 2024 | 0.169               |
| 26      | 8          | «Красный код» «Code Red»                                     | Кристл Роберсон  | Шаквайла Мимз               | 19 апреля 2024 | 0.225               |
| 27      | 9          | «Смертельная ловушка» «Death Trap»                           | Кристл Роберсон  | Патрик Мосс                 | 26 апреля 2024 | 0.246               |
| 28      | 10         | «Основное время» «Prime Time»                                | Тимоти А. Бёртон | Тарик Симмонс, Хезер Зульке | 10 мая 2024    | 0.159               |

## Производство

### Разработка
В июле 2019 года было объявлено, что рэпер Кёртис Джексон начал работу над сериалом про криминальный синдикат, «Семью чёрной мафии», и что он станет исполнительным продюсером сериала, который будет транслироваться на телеканале Starz. В апреле 2020 года Starz дал сериалу зелёный свет.
30 сентября 2021 года, спустя всего 4 дня после премьеры, сериал был продлён на 2 сезон. Премьера 2 сезона состоялась 6 января 2023 года.
18 января 2024 года Starz продлил сериал на 3 сезон, премьера которого состоялась 1 марта того же года.

### Кастинг
В декабре 2020 года Расселл Хорнсби и Стив Харрис присоединились к актёрскому составу сериала, в то время как Аркейша Найт получила второстепенную роль. В январе 2021 года к актёрскому составу присоединились Деметриус Фленори-младший, Да’Винчи, Миколь Уайт, Аджиона Алексус, Эрик Кофи-Абрефа и Майлс Труитт. В марте 2021 года Келвин Бродус-младший, Ла Ла Энтони и Серайя присоединились к актёрскому составу во второстепенных ролях. В сентябре 2021 года на второстепенную роль был утверждён Шон Майкл Глория.
В феврале 2023 года на эпизодические роли в 3 сезоне сериала были выбраны 2 Chainz и Ne-Yo.

### Съёмки
Съёмочный процесс сериала стартовал в январе 2021 года в Атланте и Детройте.
Во время съёмок 3 сезона в июне 2023 года продюсер Йен Вулф был отстранён от работы компанией Lionsgate после инцидента, связанного с ним: Вулф угрожал нескольким людям, участвовавшим в акциях протеста, которые пикетировали съёмочную площадку сериала. Чуть позже сам Вулф все обвинения со стороны компании отрицал и заявил, что не хотел никому навредить.